# Mayari
Na mitologia Tagalog, Mayari (também conhecida como Bulan) é a deidade lunar que foi a filha de Bathala, o rei dos deuses, com uma mulher mortal. Ela é conhecidda como a deidade mais bonita na corte de Bathala. Ela é a irmã da Tala, a deusa das estrelas e Adlaw (também conhecido como Apolaki), deus do sol.
Em um mito pampangano, Bathala morreu sem deixar um testamento. Apolaki e Mayari lutaram para ver quem controlaria a terra. Apolaki queria governar a terra sozinho enquanto Mayari insistia em direitos iguais. Os dois lutaram o conflito com porretes de bambu até que Mayari perdeu um olho. Depois que Apolaki viu o que ele tinha feito, concordou em governar a terra junto mas em épocas diferentes. Entretanto, seu aspecto é mais fraco que o de seu irmão devido a perda de seu olho.